# Kras (reisorganisatie)
Kras was een Nederlandse reisorganisatie die cruises, auto- en zonvakanties, rond- en busreizen en stedentrips aanbood. In 1999 werd het bedrijf onderdeel van de Duitse multinational TUI. Tot 2021 bleef Kras als merknaam in gebruik. Vanaf 2022 is merknaam Kras Busreizen een Nederlandse reisorganisatie in Ammerzoden gericht op vakantiereizen per bus. 

## Geschiedenis
De onderneming werd in 1922 gesticht toen Johan Kras een lijndienst met paard en wagen begon van Ammerzoden naar 's-Hertogenbosch. Eind jaren veertig van de 20e eeuw ging het bedrijf zich specialiseren in dagtochten, ongeregeld groepsvervoer en georganiseerde uitstapjes. Daarna stootte het vanwege grote concurrentie van de Brabantse Vervoersonderneming het lijnvervoer af. In die tijd werden vele militairen van de landmacht naar de bases in West-Duitsland en Brabantse arbeiders naar de Rotterdamse havens gebracht.
De economische en maatschappelijke veranderingen luidden een sterke daling van het groepsvervoer in en dwongen de firma Kras, mede door de opkomst van het toerisme in de tweede helft van de jaren zestig, zich toe te leggen op de organisatie van meerdaagse touringcarreizen. In samenwerking met de katholieke seniorenbonden, die later de Stichting Recreatie Reizen voor Ouderen (SRO) vormden, startte Kras in 1969 met de samenstelling en uitvoering van speciale reizen voor ouderen. De familiestructuur werd losgelaten in 1983 en de bedrijfsstructuur wijzigde drastisch. Het nieuwe management introduceerde diversificatie van het product, doelgroepsegmentatie en de ontwikkeling en uitbouwing van een direct verkoopmodel.
KRAS Reizen nam in 1988 de reisorganisatie Ster Vakanties uit Beverwijk over, waarna ze haar merknaam veranderde in KRAS SterVakanties. Het bedrijf groeide met het aanbieden van internationale bestemmingen verder uit en werd in 1999 overgenomen door TUI. In 2006 wijzigde de naam van Kras Stervakanties in kortweg Kras en na 2007 noemde het zich KRAS.NL. Vanaf 2014 heette het bedrijf weer Kras. In 2021 is de merknaam Kras komen te vervallen. Vanaf 2022 is merknaam Kras Busreizen een Nederlandse reisorganisatie in Ammerzoden gericht op vakantiereizen per bus.